# NGC 6776
NGC 6776 ist eine elliptische Galaxie mit aktivem Galaxienkern vom Hubble-Typ E1 im Sternbild Pfau am Südsternhimmel. Sie ist schätzungsweise 241 Millionen Lichtjahre von der Milchstraße entfernt und hat einen Durchmesser von etwa 115.000 Lichtjahren.
Das Objekt wurde am 20. Juni 1835 von dem Astronomen John Herschel mit seinem 18,7-Zoll-Teleskop entdeckt und später von Johan Dreyer in seinen New General Catalogue aufgenommen.